# Диофелитство
Диофелитство (от греч. δυο — «две» + греч. θέλημα — «воля») — диофизитская христологическая доктрина о двух природных волях в Иисусе Христе. Развита в трудах Максима Исповедника и догматизирована для халкидонских церквей (Римско-католическая церковь и Восточные православные церкви) на Шестом Вселенском соборе.
Догмат о двух природных волях во Христе был принят в богословском противостоянии монофелитству — христологической доктрине о единой Богочеловеческой личностной воле Христа, осуждённой в халкидонизме как ересь. В свою очередь, само диофелитство анафематствуется как христологическая ересь нехалкидонскими Древневосточными православными церквями, исповедующими единоволие Христа как неотъемлемую составляющую их общей миафизитской христологии.

### Творения Святых Отцов
1. Прп. Иоанн Дамаскин Источник знания Архивная копия от 11 октября 2010 на Wayback Machine Пер. с греч. и коммент. Д. Е. Афиногенова, А. А. Бронзова, А. И. Сагарды, Н. И. Сагарды. — М.: Индрик, 2002. — 416 с. — (Святоотеческое наследие. Т. 5)

### Научно-богословская литература
1. Jean Meyendorff. Le Christ dans la Theologie Byzantine. Paris, 1968. (На английском: John Meyendorff. Christ in the Eastern Christian Thought. New York, 1969. Русский перевод: Прот. Иоанн Мейендорф. «Иисус Христос в восточном православном богословии». М., 2000.)
2. Еп. Григорий (В. М. Лурье). История византийской философии. Формативный период. СПб., Axioma, 2006. XX + 553 с. ISBN 5-90141-013-0 Оглавление Архивная копия от 1 марта 2011 на Wayback Machine
3. В. В. Болотов «Лекции по истории древней Церкви». Том 4 Архивная копия от 27 ноября 2010 на Wayback Machine
4. А. В. Карташёв Вселенские Соборы Архивная копия от 28 июля 2012 на Wayback Machine Париж, 1963